# Chi Zijian
Œuvres principales
- Le Dernier Quartier de Lune (2017)
- Bonsoir, la Rose (2013)

Chi Zijian (chinois : 迟子建), est une écrivaine chinoise, né le 27 février 1964 à Mohe (Heilongjiang), Chine. Elle a reçu le prix littéraire Mao-Dun avec son roman Le Dernier Quartier de Lune en 2008.

## Œuvres

### Romans
- Le Dernier Quartier de Lune (chinois : 额尔古纳河右岸 ; litt. « la rive droite de l'Argoun »), 2005, traduit par Yvonne André et Stéphane Lévêque en français et publié par Éditions Picquier en 2016[1].
- À la Cime des Montagnes  (chinois : 群山之巅), 2015, traduit par Yvonne André et Stéphane Lévêque en français et publié par Éditions Picquier en 2019[2].
- Neige et corbeaux, traduit par François Sastourné, Arles,Picquier, 2020, 368 p.
- Le Courage des oiseaux migrateurs, traduit par Yvonne André, aux éditions Picquier, 2022, 246 p.

### Nouvelles
- Toutes les nuits du Monde (chinois : 世界上所有的夜晚), 2005, traduit par Stéphane Lévêque en français et publié par Éditions Picquier en 2013[3].
- Bonsoir, la Rose (chinois : 晚安玫瑰), 2013, traduit par Yvonne André en français et publié par Éditions Picquier en 2018[4].